# Affinity (album de Bill Evans)
Pour les articles homonymes, voir Affinity.
Affinity est un album du pianiste de jazz Bill Evans, enregistré avec, en invité, l'harmoniciste Toots Thielemans.

## Historique
Cet album, produit par Helen Keane, a été initialement publié en 1979 par Warner Bros Records (BSK 3293-Y). Les titres ont été enregistrés les 30-31 octobre et les 1-2 novembre 1978 au Columbia 30th Street Studio à New York. L'ingénieur du son était Frank Laico.
Dans une interview donnée en 2004 au guitariste Dominique Cravic, Toots Thielemans raconte sa première rencontre avec Evans et la genèse de cet album :

« J’ai rencontré Bill Evans en 1959. Il était encore soldat et venait nous écouter avec George Shearing. D’apparence, c’était un vrai plouc, du moins un solide gaillard, avec des bras costauds. Au Blue Note de Chicago, il s’était présenté à moi un soir, me demandant s’il pouvait m’accompagner. Il a rejoint New York et a vite commencé à faire parler de lui. On s’est revu, on a fait quelques trucs sans vraiment jouer ensemble. Vingt ans plus tard, en 1979, son agent Helen Keane me téléphone et me demande si j’accepte de venir faire un ou deux morceaux sur le prochain album de Bill en quintet pour la Warner Brothers. J’étais à la fois honoré et... intimidé. Bill Evans : l’une des grandes lumières du jazz moderne m’invitait sur son disque ! » [...] « J’étais si intimidé de le rejoindre en studio que je lui ai proposé de venir m’écouter jouer avant de faire appel à moi. Ce qu’il a fait. Mais Bill aimait ma musique, et il voulait montrer aux puristes du jazz ce dont j’étais capable. C’est parce que Bill avait craqué sur mon travail avec Paul Simon que l’on a enregistré cette version de Days of Wine and Roses dans l’album Affinity. Quelle version ! C’est devenu un classique du jazz. Rares sont ceux à savoir que ce sont mes arrangements et pas ceux de Bill. »

On trouvera d'autres enregistrements de Bill Evans avec Toots Thielemans sur l'album The Sesjun Radio Shows (Out of the blues / Naxos). Ces plages ont été enregistrées lors d'un concert enregistré par une radio néerlandaise le 6 décembre 1979. Les titres joués sont : Blue In Green, The Days of Wine and Roses, I Do It For Your Love, Bluesette et Five.
Pour être complet sur les collaborations entre Evans et Thielemans, on signalera une bande, enregistrée en 1974, qui circule entre collectionneurs. C'est l'enregistrement d'une répétition, où, après 6 titres en duo, Evans et Gomez sont rejoints par Thielemans pour trois titres : Blue In Green (3:55), The Days of Wine and Roses (7:05) et une version incomplète d'un titre non identifié (7:55).

## Titres de l’album
| No | Titre                                       | Auteur                                                | Durée |
| -- | ------------------------------------------- | ----------------------------------------------------- | ----- |
| 1. | I Do It for Your Love                       | Paul Simon                                            | 7:16  |
| 2. | Sno' Peas                                   | Phil Markowitz                                        | 5:51  |
| 3. | This Is All I Ask                           | Gordon Jenkins                                        | 4:14  |
| 4. | The Days of Wine and Roses                  | Henry Mancini, Johnny Mercer                          | 6:40  |
| 5. | Jesus Last Ballad                           | Gianni Bedori                                         | 5:52  |
| 6. | Tomato Kiss                                 | Larry Schneider                                       | 5:17  |
| 7. | The Other Side of Midnight (Noelle's Theme) | Michel Legrand                                        | 3:17  |
| 8. | Blue in Green                               | Miles Davis, Bill Evans                               | 4:09  |
| 9. | Body and Soul                               | Edward Heyman, Robert Sour, Frank Eyton, Johnny Green | 6:16  |

## Personnel
- Bill Evans : piano, Fender Rhodes
- Toots Thielemans : harmonica
- Larry Schneider : saxophone ténor, saxophone soprano, flûte alto
- Marc Johnson : contrebasse
- Eliot Zigmund : batterie